# Johann Georg Friedrich Leun
Johann Georg Friedrich Leun (auch J. G. F. Leun; * 9. August 1757 in Gießen; † 15. März 1823 in Butzbach) war ein deutscher Philosoph, lutherischer Theologe und Geistlicher.

## Leben
Leun war Sohn eines Lehrers am Pädagogium Gießen. Sein Vater starb früh. Er kam anschließend nach Battenfeld. Dort erhielt er Privatunterricht. Zeitweise erhielt er auch in Marburg Privatunterricht, insbesondere erhielt er eine Ausbildung in den alten Sprachen. 1774 wurde er an der Universität Gießen immatrikuliert. Er vertiefte dort seine Kenntnisse in den alten und lernte orientalische Sprachen. Sein Hauptstudium galt der Theologie und Philosophie, widmete sich aber auch der Philologie und der Geschichte. Anschließend zog er sich nochmal zum Selbststudium nach Battenfeld zurück, bevor er 1781 an der Gießener Universität den Magistergrad erlangte. Später führte er einen Doktorgrad der Philosophie.
Leun wurde zunächst Hauslehrer in Gießen, erhielt dann dort eine Stelle als vierter Lehrer der Philosophie am Pädagogium. Am Pädagogium stieg er bis zum zweiten Lehrer der Philosophie auf, zugleich wurde er außerordentlicher Professor der Philosophie. Er blieb jedoch nur bis 1797 in Gießen. Dann tauschte er die akademische und pädagogische Laufbahn gegen eine Stelle als Geistlicher ein. Zunächst wirkte er in Butzbach als zweiter Prediger. Am Ende war er dort Oberpfarrer und Kirchenrat. 
Die Qualität seiner Schriften wird von Carl Gustav Adolf Siegfried kritisch bewertet. Die Bewertung von Heinrich Döring fällt dagegen positiver aus.

## Werke (Auswahl)
- Handbuch zur kursorischen Lektüre der Bibel A. B. für Anfänger auf Schulen und Universitäten, 4 Teile in 5 Bänden, Meyer, Lemgo 1788–1791.
- Prolvsio Scholastica In Qva Genvinvm Sensvm Oracvli Hagg. II, 6–9 Definit, Braun, Gießen 1789.
- Biblische Encyklopädie oder exegetisches Realwörterbuch über die sämmtlichen Hülfswissenschaften des Auslegers: nach den Bedürfnissen jetziger Zeit, 4 Bände, Ettinger Gotha 1793–1798.
- Handbuch der kursorischen Lektüre der Bibel N. B. für Anfänger auf Schulen und Universitäten, 3 Teile in 5 Bänden, Meyer, Lemgo 1795–1796.
- Reinen Auffassung des Urchristenthums in den Paulinischen Briefen, Weygand, Leipzig 1803.